# ハイランダー (駆逐艦)
ハイランダー (HMS Highlander, H44) はイギリス海軍の駆逐艦。元はジャグァリベ (Jaguaribe) としてブラジル海軍向けに建造されたH級駆逐艦の一隻。

## 艦歴
1937年12月16日にブラジル海軍によって発注。1938年9月28日にウールストンのソーニクロフト社で起工されたが、第二次世界大戦勃発後の1939年9月5日にイギリスによって購入された。同年10月16日に進水し、1940年3月18日に就役した。
本国艦隊の第9駆逐艦戦隊に配属され、4月11日より護衛任務に従事。だが、6日後にシェトランド諸島で座礁して損傷。4月20日から5月19日まで修理に要した。巡洋戦艦「レナウン」を護衛して5月24日にスカパ・フローに到着。6月中旬に駆逐艦戦隊はウェスタンアプローチ管区に転属となり、「ハイランダー」は雷撃された仮装巡洋艦「スコッツタウン」の生存者を救助した。
6月末にはフランス大西洋岸から連合国軍の撤退を行う船舶の護衛に従事した（エアリアル作戦）。
その後「ハイランダー」は第9駆逐艦戦隊に戻り、1941年1月まで船団護衛任務に従事。1940年10月30日には駆逐艦「ハーヴェスター」とともにドイツ潜水艦「U32」を沈め、12月1日には被雷したカナダ駆逐艦「サグネイ」をバロー＝イン＝ファーネスまで護衛している。1941年1月30日から3月23日までヘブバーンのホーソン・レスリー社の造船所で修理を実施。
修理完了後、「ハイランダー」はジブラルタルのH部隊に短期間所属。それからフリータウンへ移り第18駆逐艦戦隊に属して護衛任務に従事した。8月までそこにとどまった後ロンドンデリーへ移り、ウェスタンアプローチ管区の第28護衛グループに転属。

1942年2月2日から3月18日までティルベリーで修理の後、「ハイランダー」はMid-Ocean Escort ForcのB4護衛グループの嚮導艦となった。1943年3月、SC122船団の護衛に従事。ドイツ潜水艦「U441」および「U608」に対して攻撃を行ったが成果はなかった。
1943年12月28日から1944年4月12日までトルーンで大規模な整備を実施。曳船と衝突して損傷したことで期間は伸びることになった。その完了後、元の護衛グループに復帰し、9月にはB2護衛グループに転属して嚮導艦となった。1945年4月15日、氷との衝突で艦種を破損。ベイ・ブルズへ曳航されて応急修理を受けた後、4月1日から7月24日までセントジョンズ付近で完全な修理がなされた。
その後ロサイスへ移り、航空機用の標的艦となる。1946年1月19日にカテゴリーCの予備役となり、2月19日に解体が承認された。5月27日に売却されたが、1947年5月まで解体は開始されなかった。